# Круз, Патрик
Патрик Дос Сантос Круз (порт.-браз. Patrick Dos Santos Cruz; 1 апреля 1993, Сан-Гонсалу, штат Рио-де-Жанейро, Бразилия) — бразильский футболист, центральный нападающий таиландского клуба «Лампанг».

## Биография
Начинал играть в академии «Сан-Паулу», потом был в академии «Коринтианса», но нигде не прижился. Взрослую карьеру начал в малайзийском «Паханг». Там Патрик участвовал в 7 матчах и забил 6 мячей. Зимой 2019 года перешёл в тайский «Чонбури», за полгода сыграл 12 матчей и забил 2 гола. Летом 2019 перешёл в «СКА-Хабаровск», выступающий в ФНЛ. Дебют состоялся в матче 5 тура против «Факела», Патрик вышел на замену на 66-й минуте. В ноябре 2019 года расторг контракт со «СКА-Хабаровском» по обоюдному согласию сторон.